# Wyniosłość
Wyniosłość – fragment terenu wznoszący się ponad otaczający równinny obszar. Charakter wyniosłości mają zazwyczaj ostańce denudacyjne.